# Hexafluoroetano
O hexafluoroetano é a o perfluorocarbono equivalente ao hidrocarboneto etano. É um gás não inflamável pouco solúvel em água e pouco solúvel em álcool. É um gás de efeito estufa extremamente potente e de longa duração.

## Propriedades físicas
A fase sólida do hexafluoroetano tem dois polimorfos. Na literatura científica, têm sido indicadas diferentes temperaturas de transição de fase. Os trabalhos mais recentes a transição a 103 Kelvin (−170°C). Abaixo de 103 K tem uma estrutura levemente desordenada, e acima do ponto de transição tem uma estrutura cúbica de corpo centrado.  O ponto crítico está em 19,89 °C (293,04 K) e 30,39 bar. 
| Estado, temperatura | Densidade (kg.m −3 ) |
| ------------------- | -------------------- |
| líquido, -78,2 °C   | 16.08                |
| gás, -78,2 °C       | 8,86                 |
| gás, 15 °C          | 5,84                 |
| gás, 20,1 °C        | 5.716                |
| gás, 24 °C          | 5.734                |

A densidade de vapor é 4,823 (ar = 1), gravidade específica a 21 °C é 4,773 (ar = 1) e volume específico a 21 °C é 0,1748 m3 /kg.

## Usos
O hexafluoroetano é usado como um decapante versátil na fabricação de semicondutores. Ele pode ser usado para gravação seletiva de óxidos e silícios metálicos versus seus substratos metálicos e também para gravação de dióxido de silício sobre silício. As indústrias de fabricação de alumínio primário e semicondutores são os principais emissores de hexafluoretano usando o processo Hall-Héroult .

## Efeitos ambientais

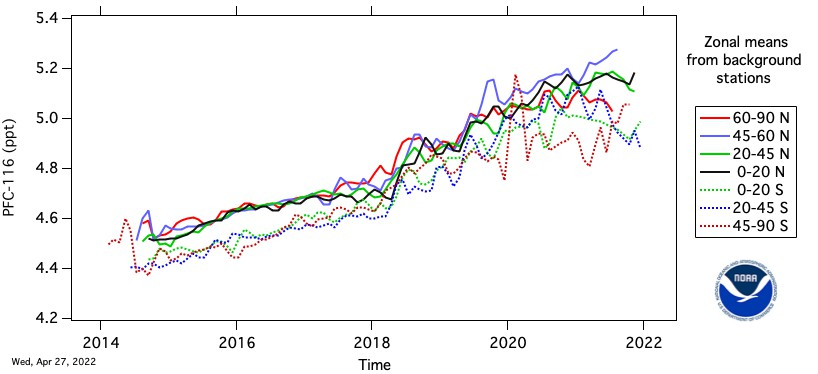
Séries temporais de hexafluoretano em várias latitudes.

Devido à alta energia das ligações CF, o hexafluoretano é quase inerte e, portanto, atua como um gás de efeito estufa extremamente estável, com uma meia vida atmosférica de 10.000 anos (outras fontes apontando 500 anos).  Tem um potencial de aquecimento global (GWP) de 9200 e um potencial de destruição do ozônio (ODP) de 0. O hexafluoretano está incluído na lista de gases de efeito estufa do IPCC.
O hexafluoretano não existia em quantidades significativas no meio ambiente antes da fabricação em escala industrial. A concentração atmosférica de hexafluoroetano atingiu 3 pptv no início do século XXI.  Suas bandas de absorção na parte infravermelha do espectro causam um forçamento radiativo de cerca de 0,001 W/m2. .